# 쌍계사
쌍계사(雙磎寺)는 경상남도 하동군 화개면 운수리에 있는 사찰로 지리산 국립공원 내에 위치하고 있다. 대한불교 조계종 제13교구 본사이다. 

## 개요
신라 성덕왕 21년(722)에 지어진 쌍계사는 의상대사의 제자인 대비(大悲)와 삼법(三法)이 유학을 마치고 돌아와 도를 닦은 곳이다.
처음에는 절 이름이 옥천사였으나, 신라 후기 정강왕 때 고쳐 지으면서 쌍계사로 바뀌었다. 지금의 절은 임진왜란 때 불타 없어진 것을 벽암선사가 조선 인조 10년(1632)에 다시 지은 것이다.
현재 이곳에는 쌍계사진감선사대공탑비(국보 제47호), 쌍계사부도(보물 제380호), 쌍계사대웅전(보물 제500호), 쌍계사팔상전영산회상전(보물 제925호)과 일주문, 천왕상, 정상탑, 사천왕상 등 수많은 문화유산과 칠불암, 국사암, 불일암 등 부속암자가 있다.
지리산 쌍계사는 서부 경남일원의 사찰을 총람하는 조계종 25개 본사 중 하나이며, 우리나라 불교역사에서 중요한 위치를 차지하므로 그 가치가 크다. 

## 문화재
지리산 쌍계사 일원은 1974년 12월 28일 경상남도의 기념물 제21호 지리산 쌍계사로 지정되었다가, 2018년 12월 20일 지리산 쌍계사 일원으로 문화재 명칭이 변경되었다.

### 진감선사탑비
〈하동 쌍계사 진감선사 대공탑비〉(河東 雙磎寺 眞鑑禪師塔碑)는 국보 제47호이다. 신라 정강왕이 진감선사의 높은 도덕과 법력을 앙모하여 대사가 도를 닦은 옥천사를 쌍계사로 고친 뒤 정강왕 2년(887년)에 건립한 것으로 고운 최치원이 비문을 짓고 썼으며 승, 빈영이 새겼다.

### 쌍계사 승탑
하동 쌍계사 승탑(河東 雙磎寺 僧塔)은 보물 제380호로, 통일신라시대의 부도이다. 쌍계사 경내에 있다. 신라 말, 고려 초의 화강암으로 만든 부도로서, 높이는 2.05m이다. 상대·중대·하대로 이루어진 기단 위에 탑신·옥개석·상륜이 차례로 얹혀 있는 8각원당형의 승탑이다. 전체적으로 각 부분의 비례가 무겁고 조각 수법이 거친 편이다.

### 쌍계사 대웅전
쌍계사 대웅전(雙磎寺大雄殿)은 보물 제500호로, 조선 후기의 목조건물이다. 쌍계사 경내에 있는 건물로 크기와 형식은 정면 5칸, 측면 4칸의 단층 팔작지붕이며, 전체적으로 중앙에 비해 좌우 퇴간(退間)의 너비가 좁고, 기둥 사이의 넓이에 비해 기둥이 높아 산곡간(山谷間)의 형태를 보여준다.

### 기타
- 쌍계사 팔상전 영산회상도(雙溪寺 八相殿 靈山會相圖)(보물 제925호)
- 쌍계사 대웅전 삼세불탱(雙磎寺 大雄殿 三世佛幀)(보물 제1364호)
- 쌍계사 팔상전 팔상탱(雙磎寺 八相殿 八相幀)(보물 제1365호)
- 하동 쌍계사 목조석가여래삼불좌상 및 사보살입상(雙磎寺 木造釋迦如來三佛坐像 및 四菩薩立像)(보물 제1378호)
- 하동 쌍계사 괘불도(雙磎寺 掛佛圖)(보물 제1695호)
- 하동 쌍계사 감로왕도(雙磎寺 甘露王圖)(보물 제1696호, 구 경상남도 유형문화재 제480호)
- 하동 쌍계사 동종(雙磎寺 銅鍾)(보물 제1701호, 구 경상남도 유형문화재 제479호)
- 쌍계사 석등(雙磎寺石燈) (경상남도 유형문화재 제28호)
- 쌍계사 일주문(雙磎寺一柱門) (경상남도 유형문화재 제86호)
- 쌍계사 팔상전(雙磎寺八相殿) (경상남도 유형문화재 제87호)
- 쌍계사 명부전(雙磎寺冥府殿) (경상남도 유형문화재 제123호)
- 쌍계사 나한전(雙磎寺羅漢殿) (경상남도 유형문화재 제124호)
- 쌍계사 천왕문(雙磎寺天王門) (경상남도 유형문화재 제126호)
- 쌍계사 금강문(雙磎寺金剛門) (경상남도 유형문화재 제127호)
- 쌍계사 소장 불경책판(雙磎寺所藏佛經冊板) (경상남도 유형문화재 제185호)
- 쌍계사 삼장보살탱(雙磎寺三藏菩薩幀) (경상남도 유형문화재 제384호)
- 쌍계사 팔상전신중탱(雙磎寺八相殿神衆幀) (경상남도 유형문화재 제385호)
- 쌍계사 국사암 아미타후불탱(雙磎寺國師庵阿彌陀後佛幀) (경상남도 유형문화재 제386호)
- 하동 쌍계사 사천왕상(河東雙磎寺四天王像) (경상남도 유형문화재 제413호)
- 쌍계사 차나무 시배지(雙磎寺茶나무始培地) (경상남도 기념물 제61호)
- 쌍계사 적묵당(雙溪寺寂默堂) (구 보물 제458호, 경상남도 문화재자료 제46호)
- 쌍계사 마애불(雙溪寺磨崖佛) (경상남도 문화재자료 제48호)
- 쌍계사 설선당(雙磎寺說禪堂) (경상남도 문화재자료 제153호)

## 사진

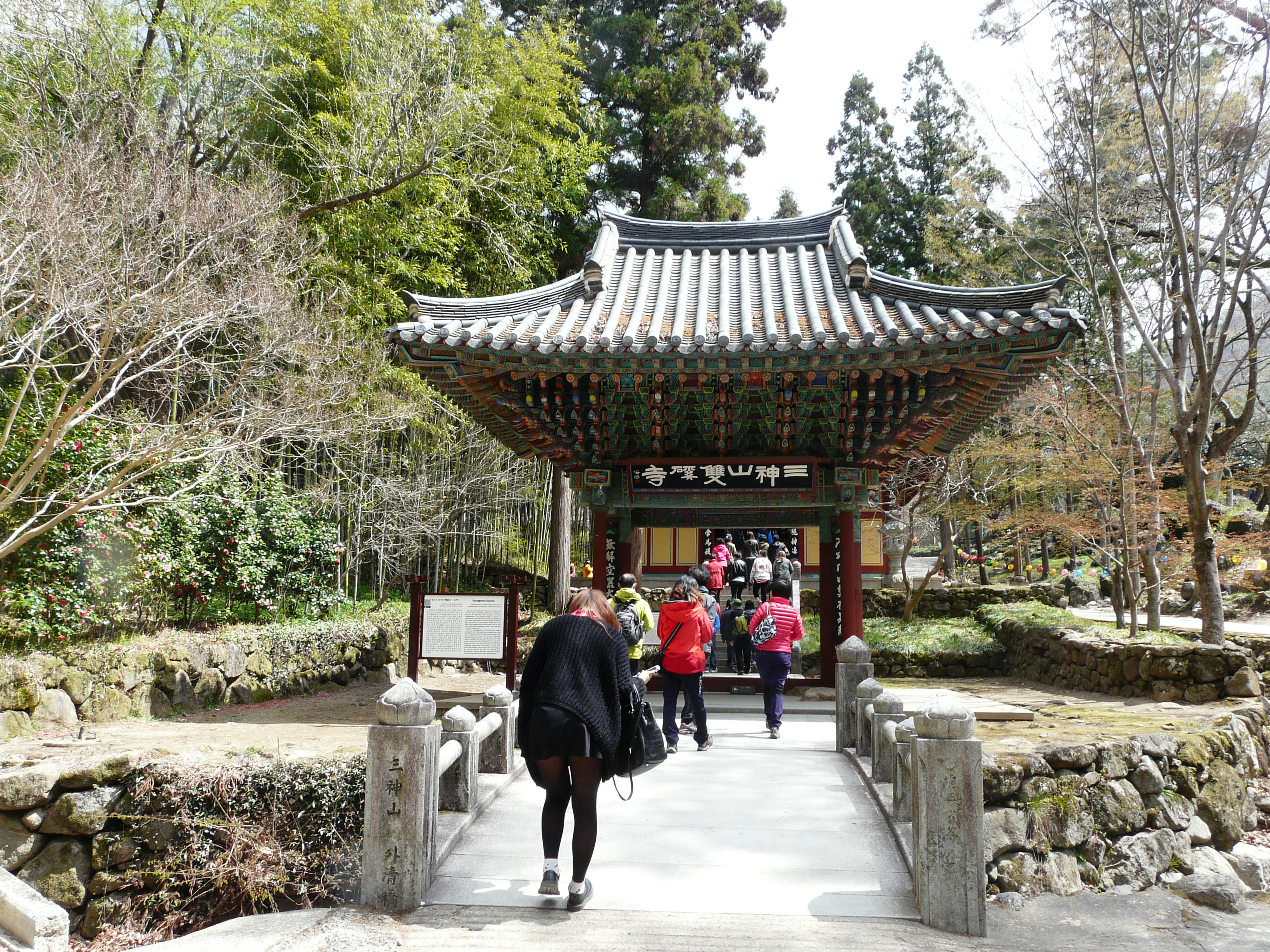
일주문
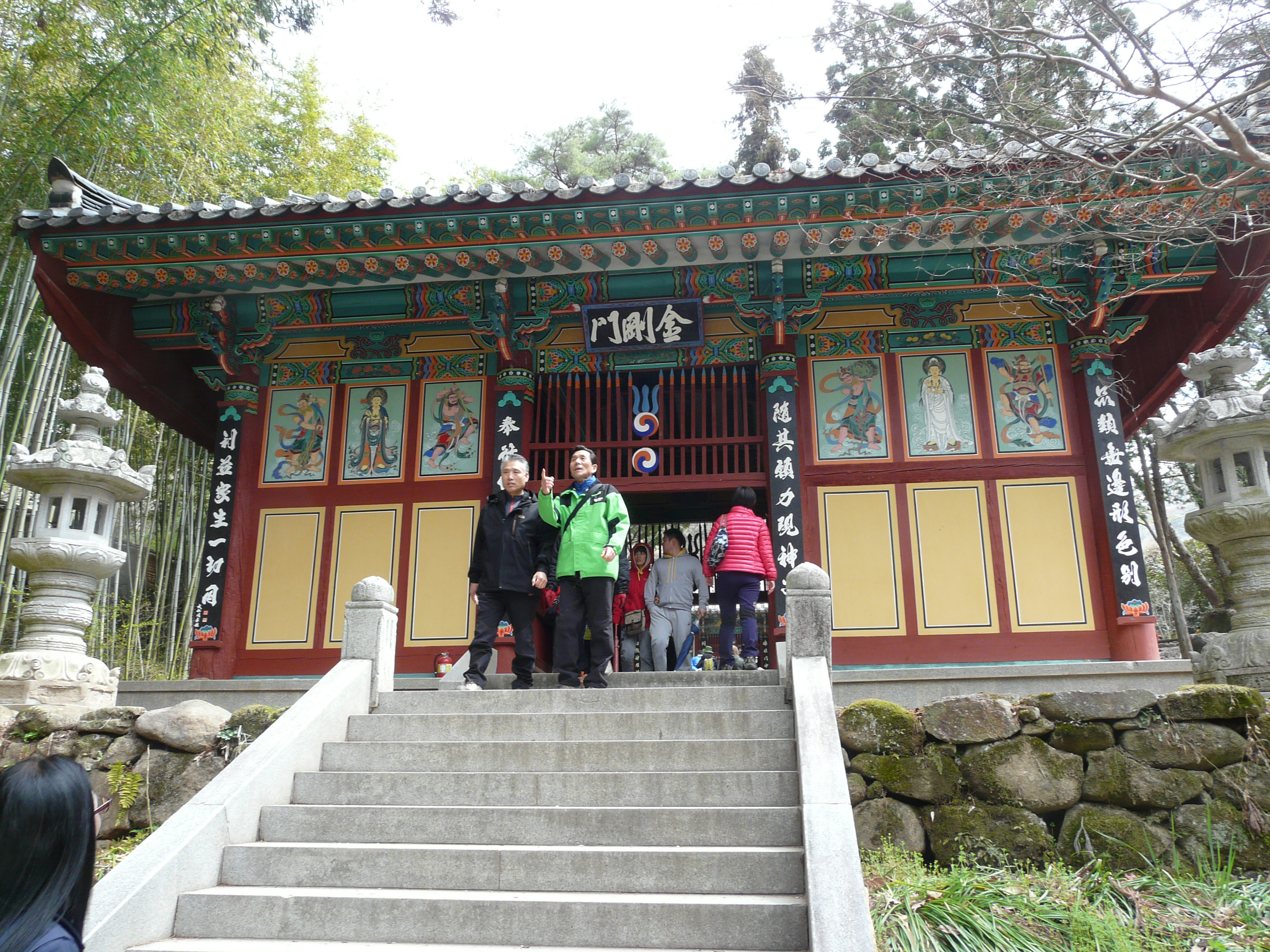
금강문
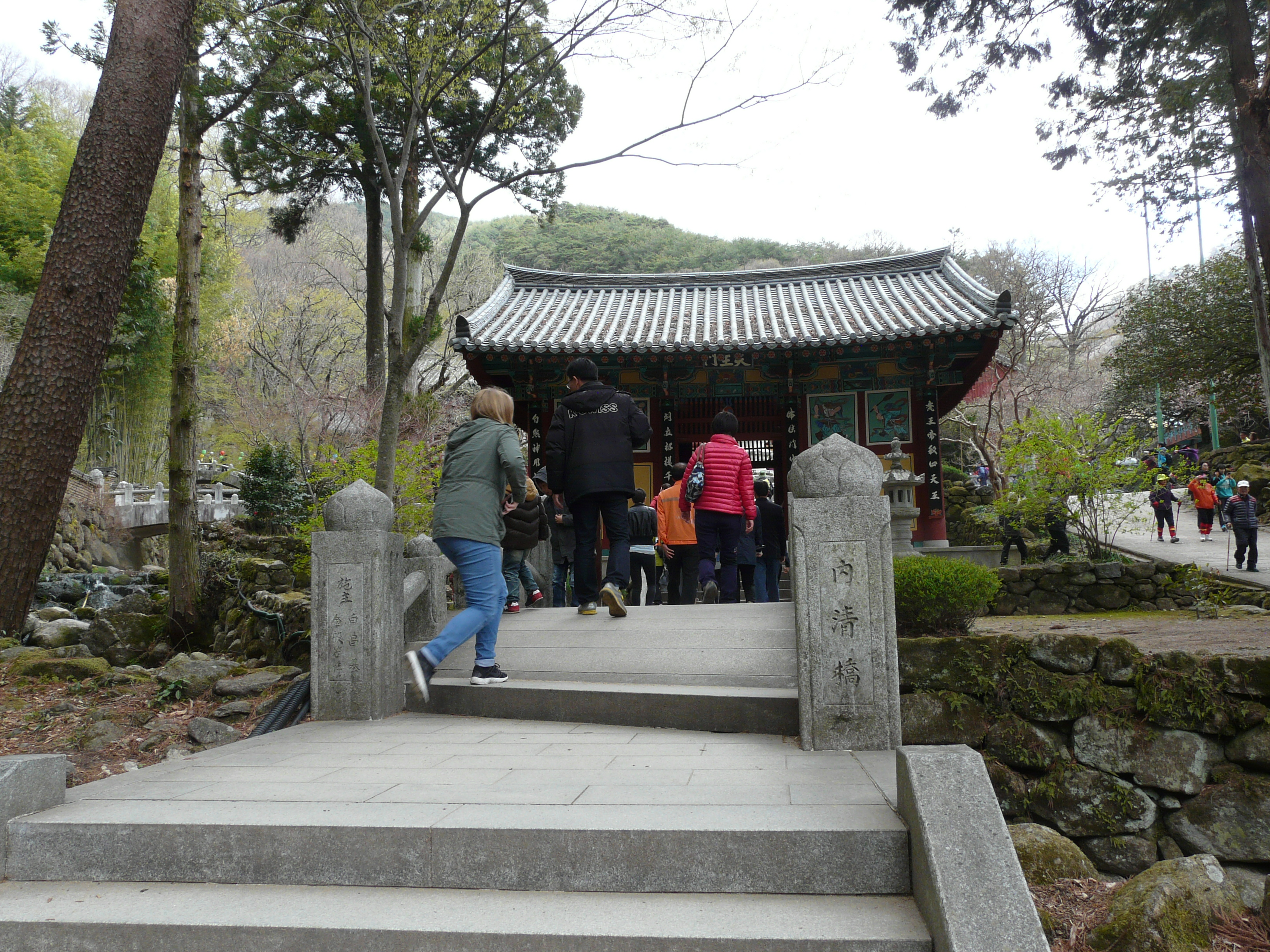
내청교와 천왕문
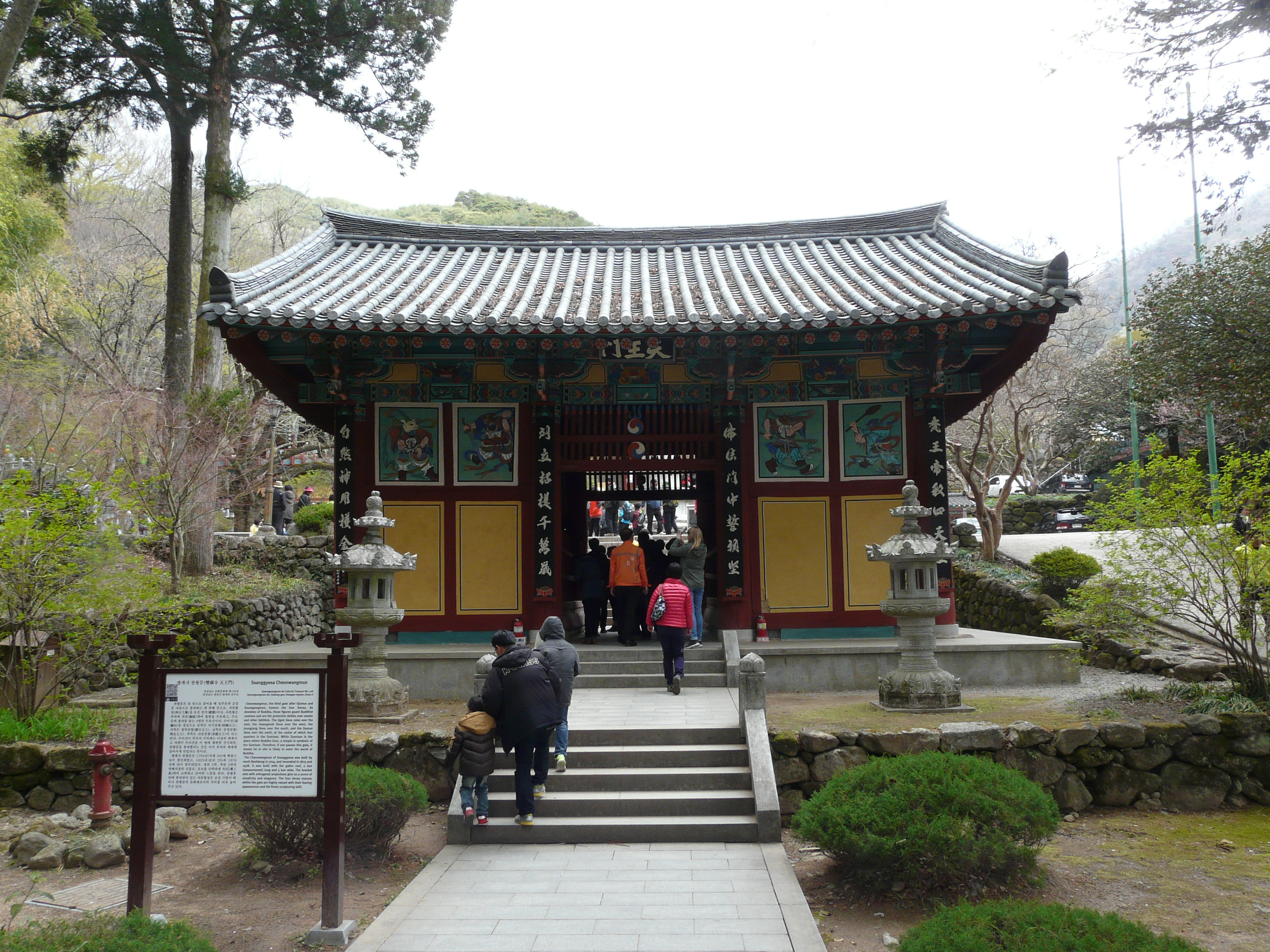
천왕문
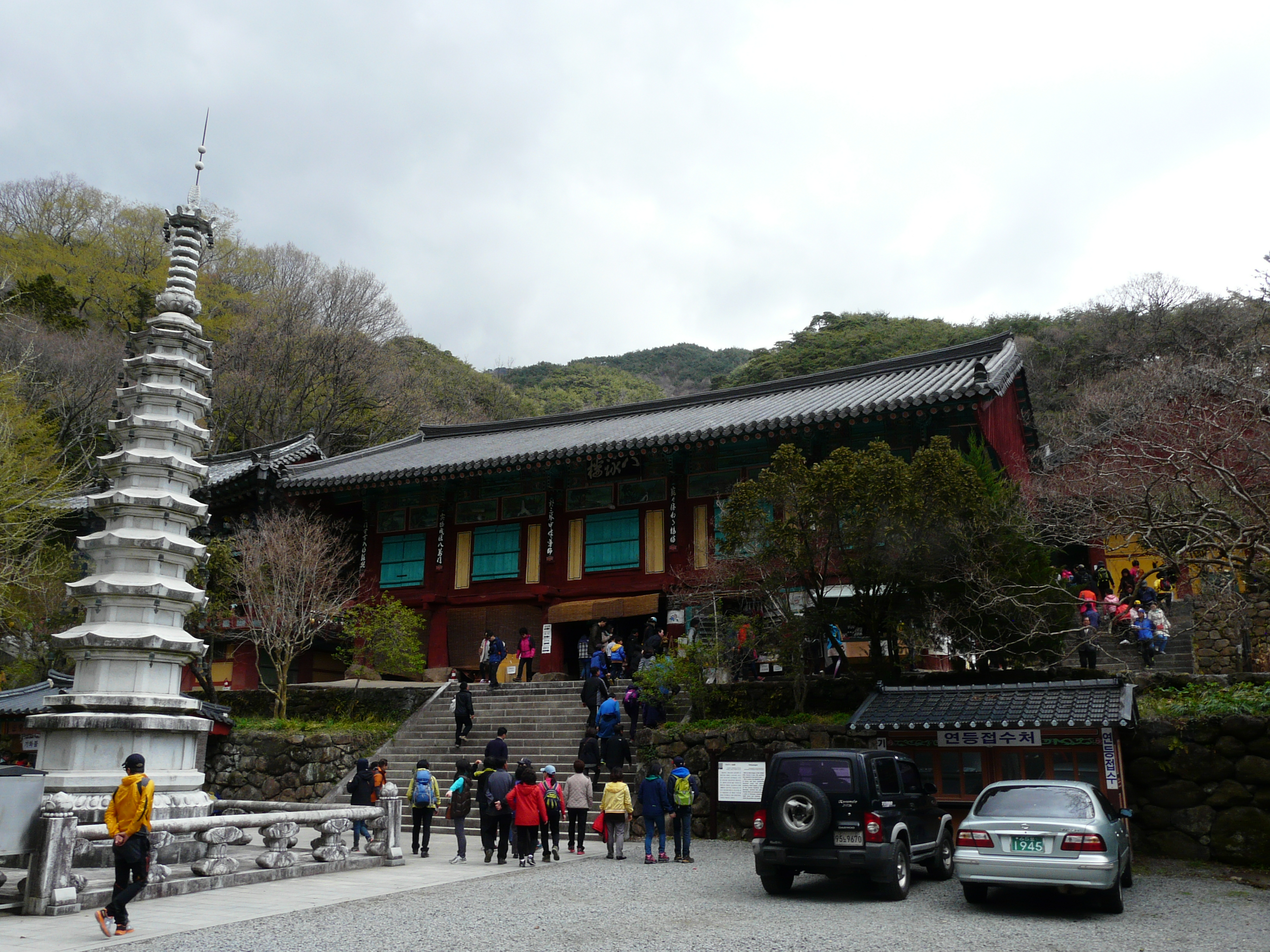
구층석탑과 팔영루
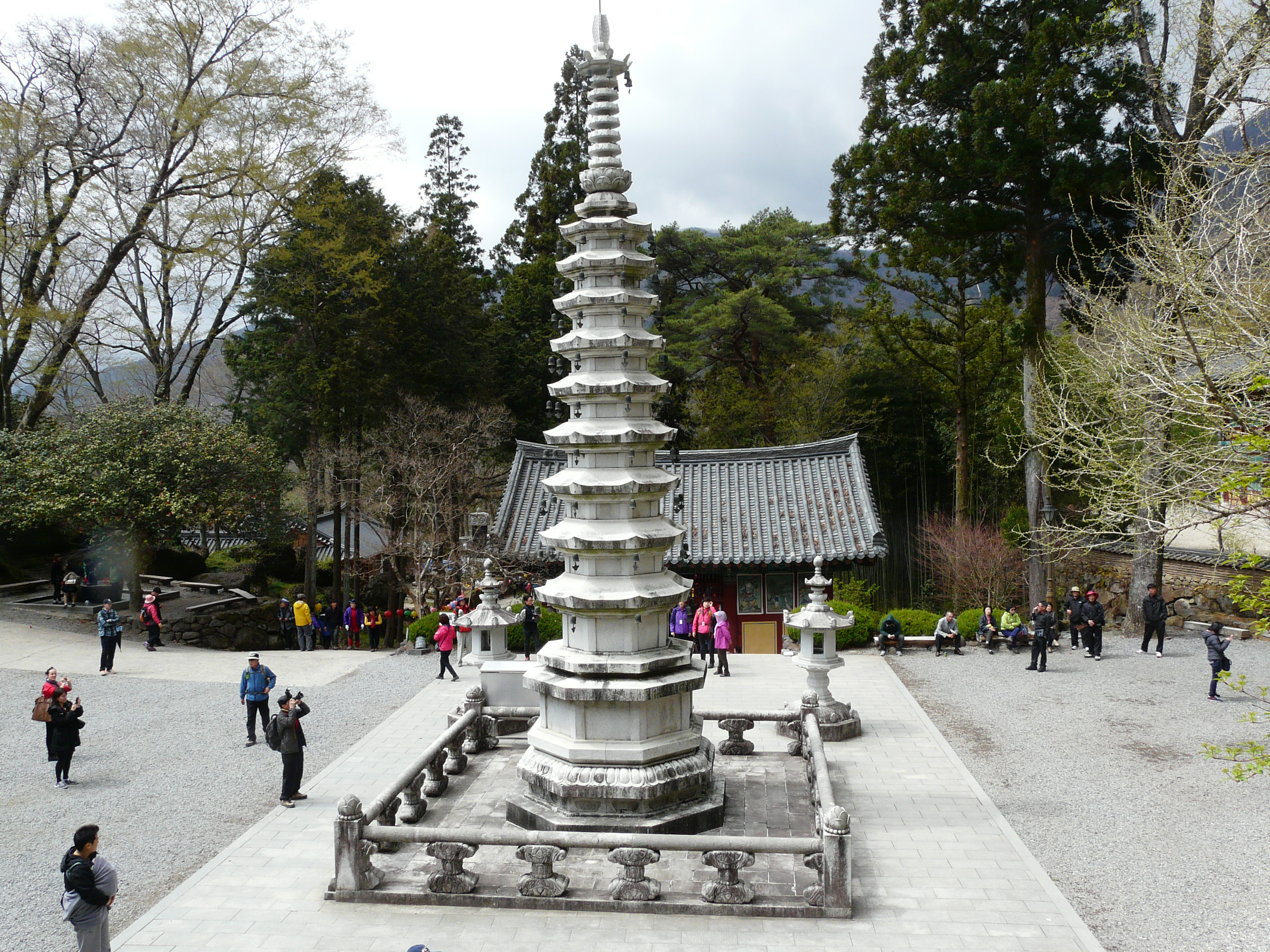
구층석탑
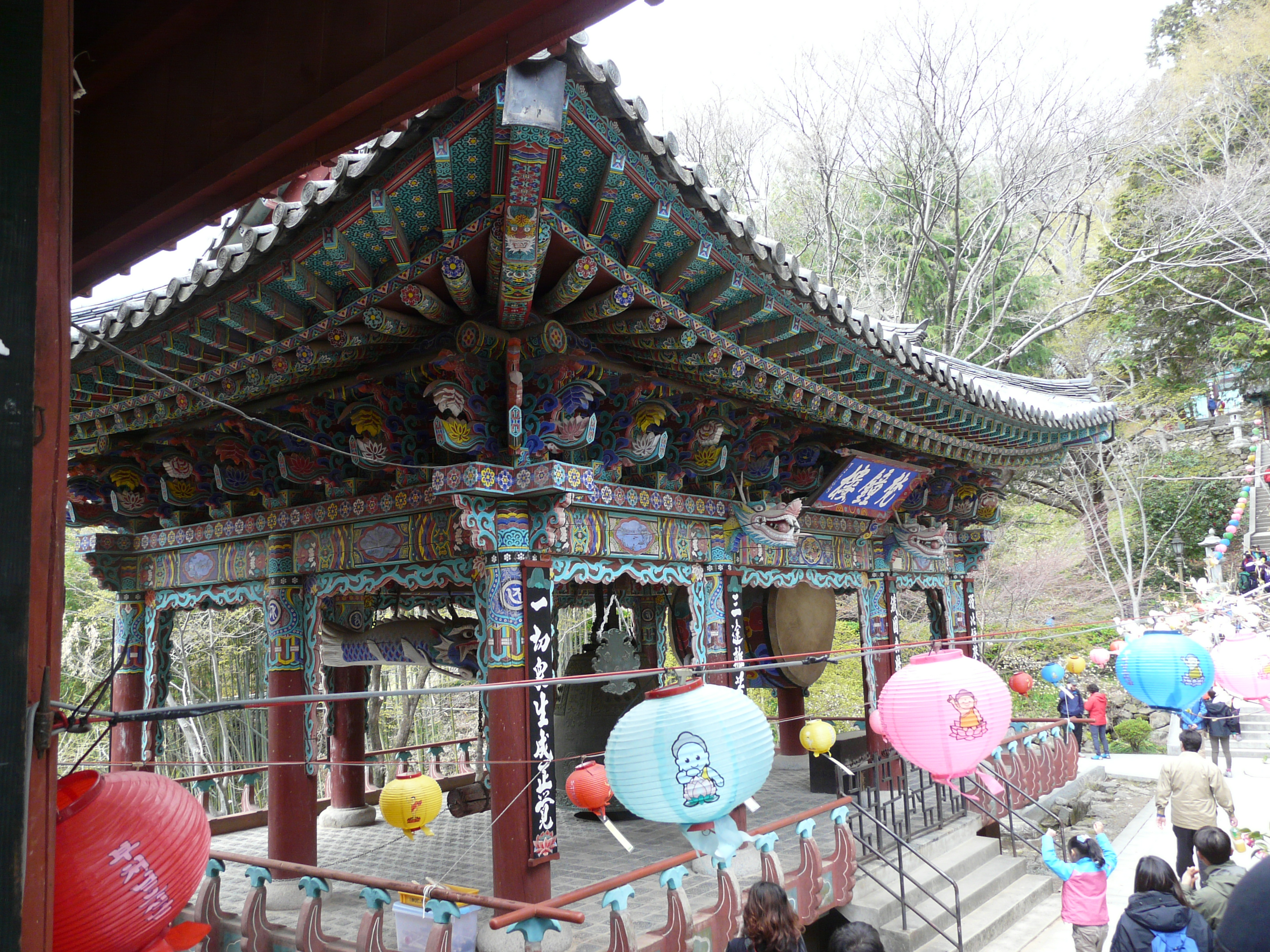
범종루
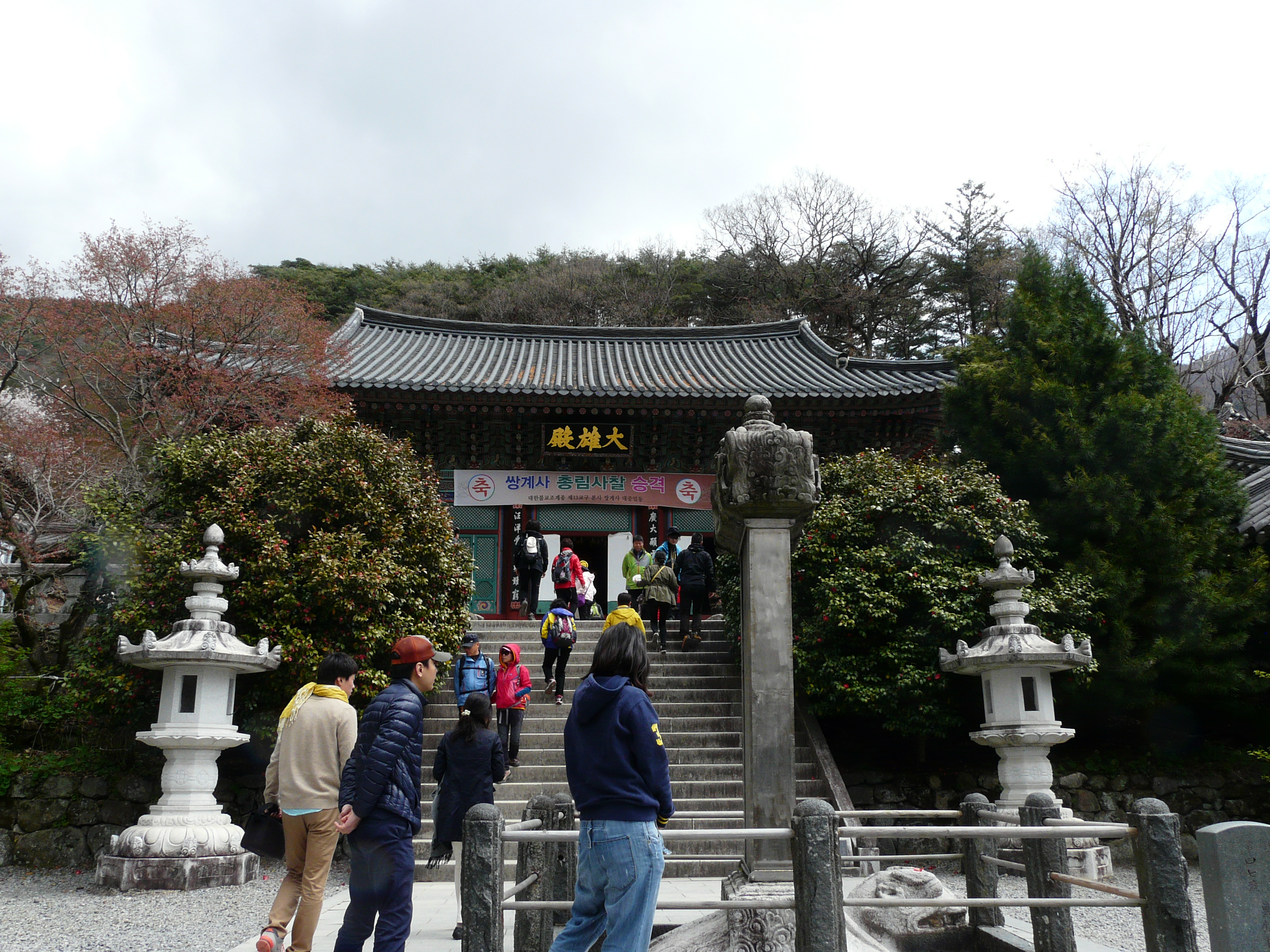
대웅전과 진감선사탑비
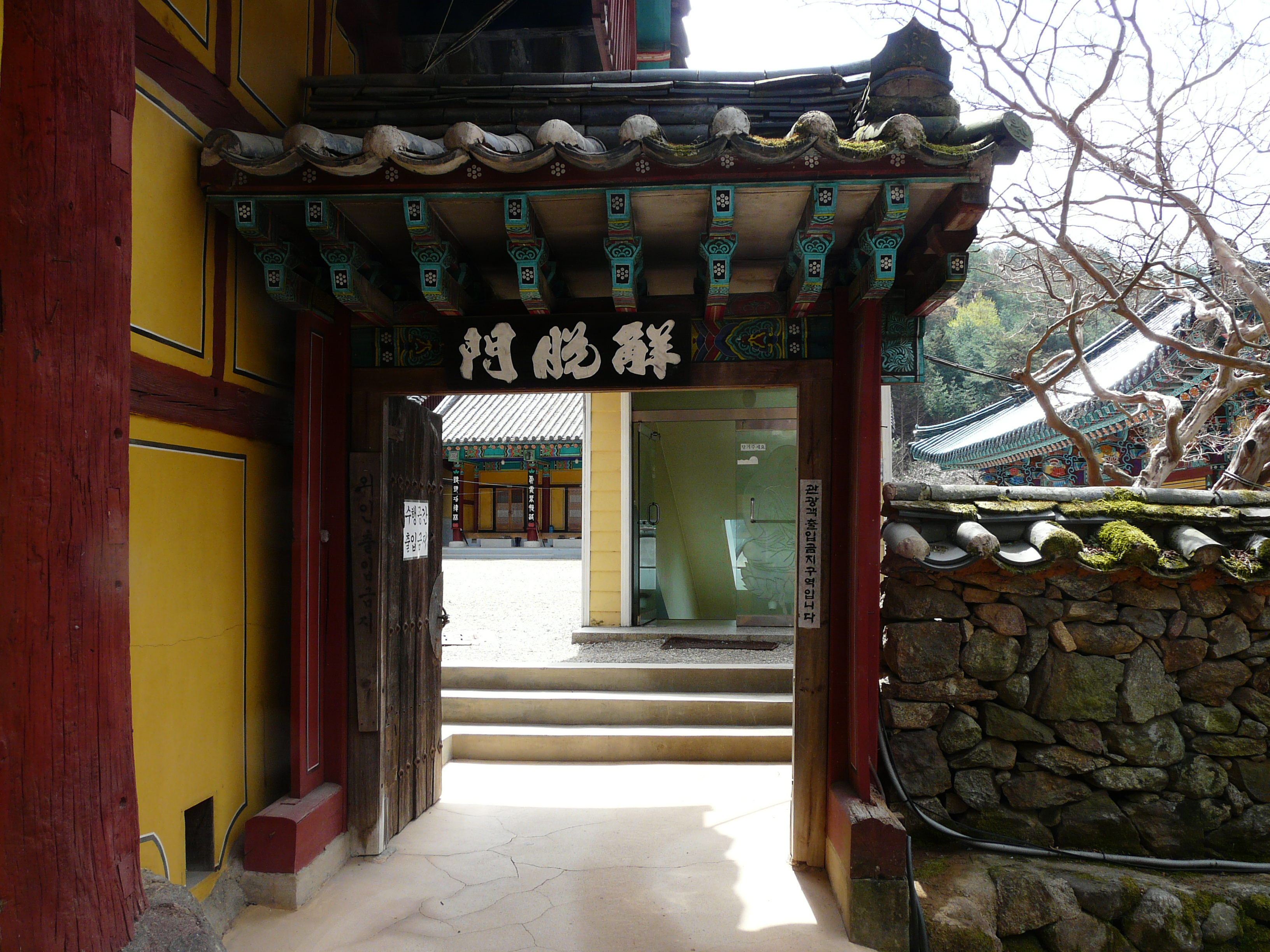
해탈문
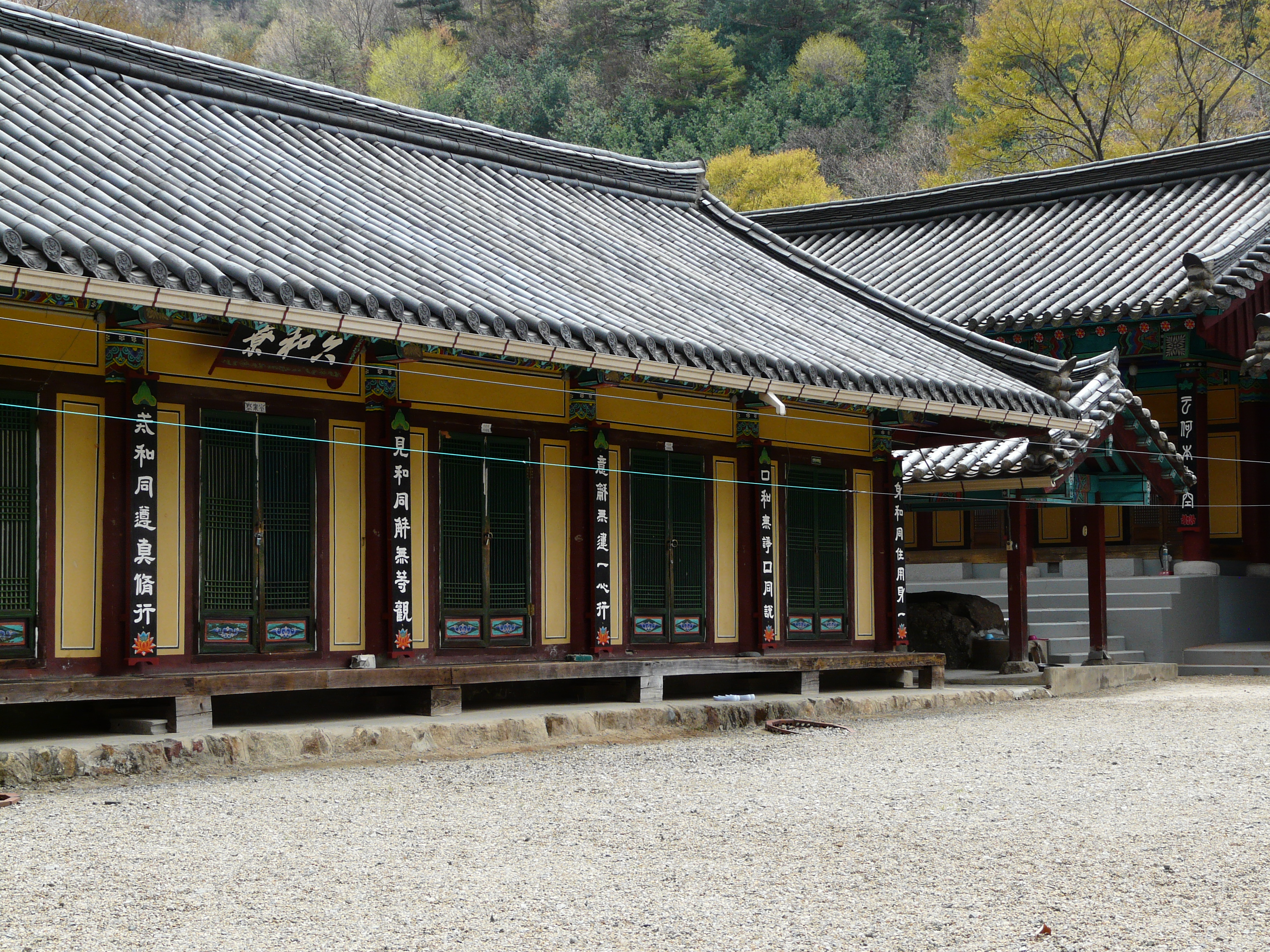
육화료
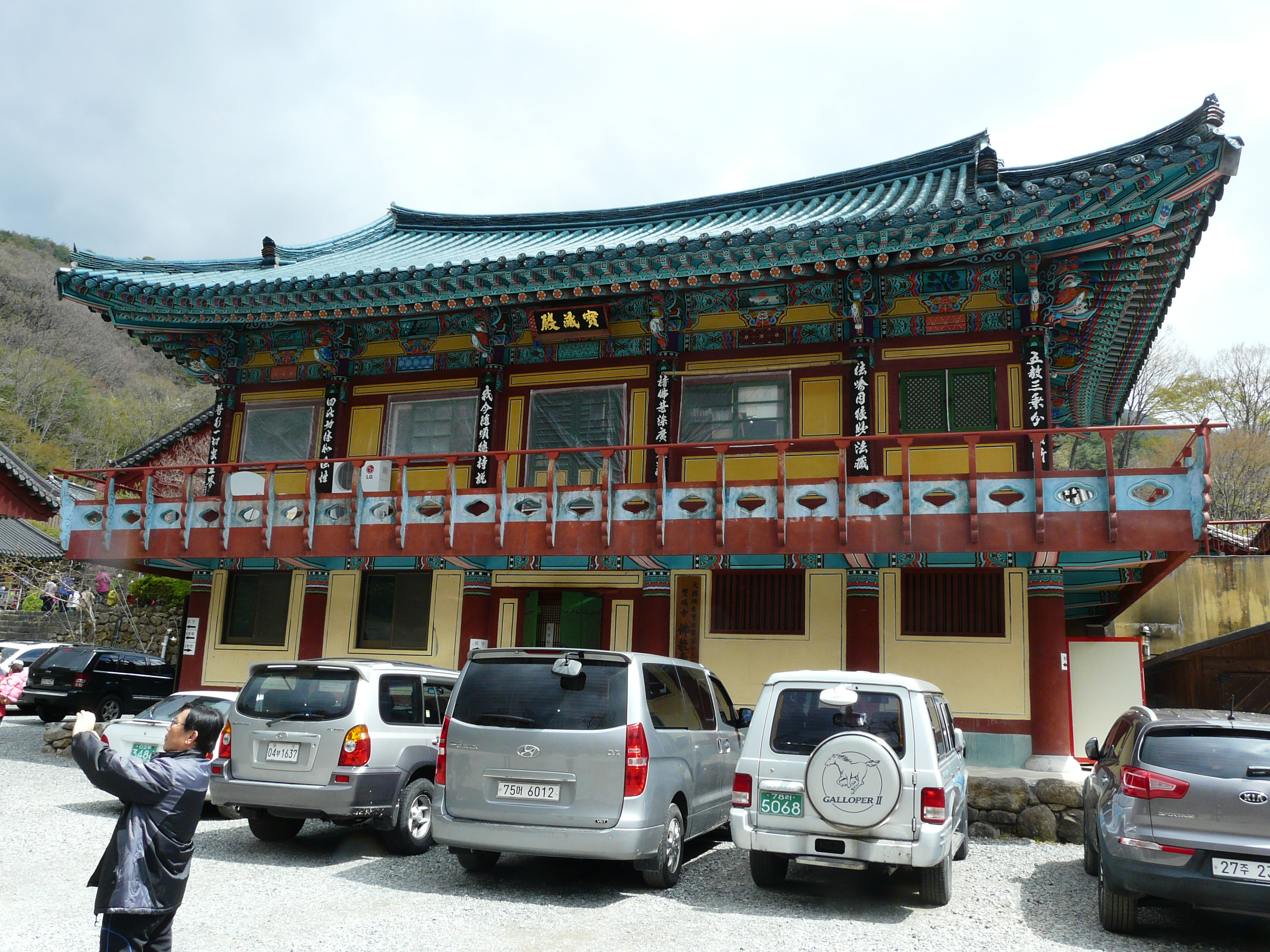
보장전
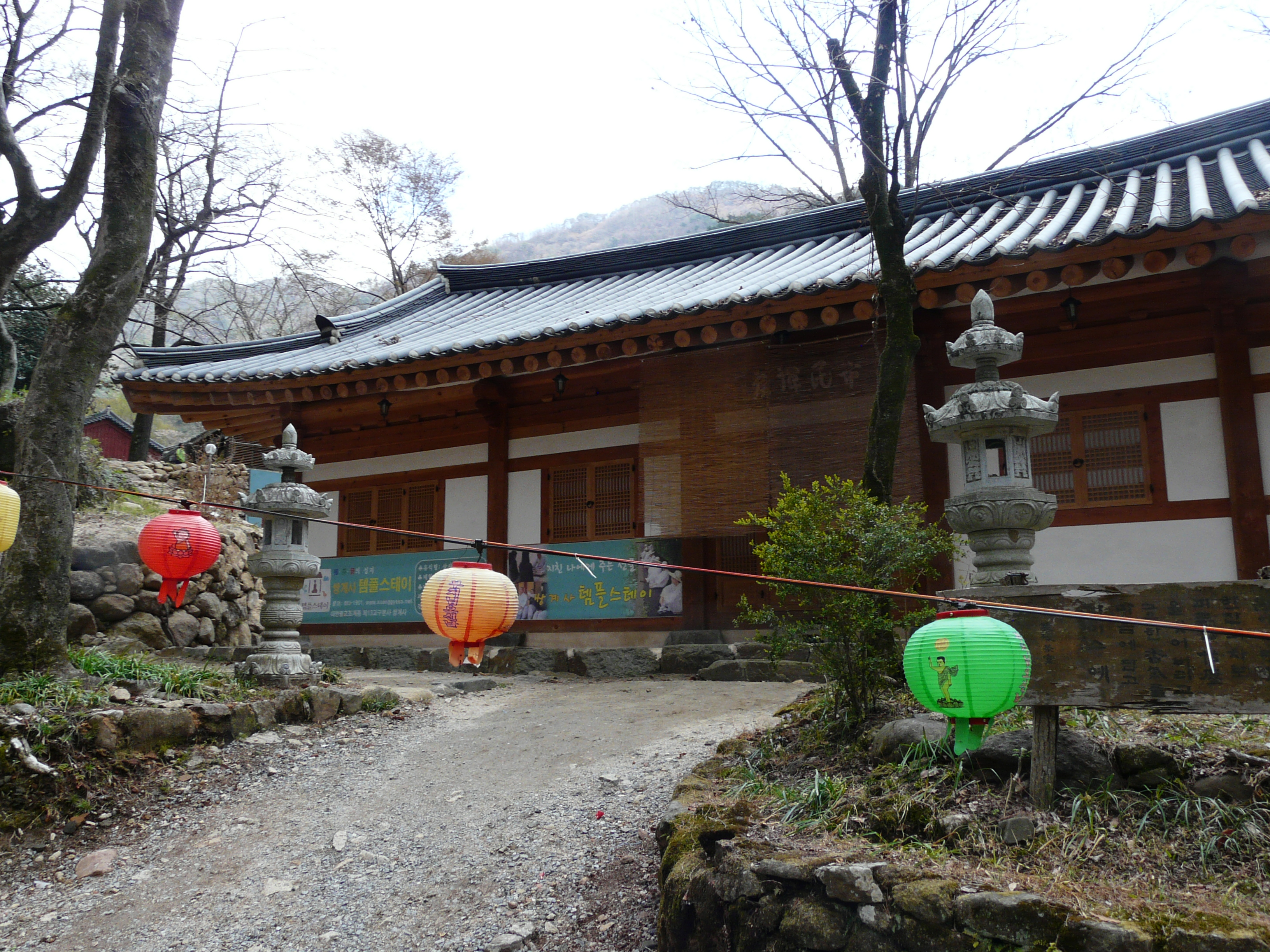
시민선방
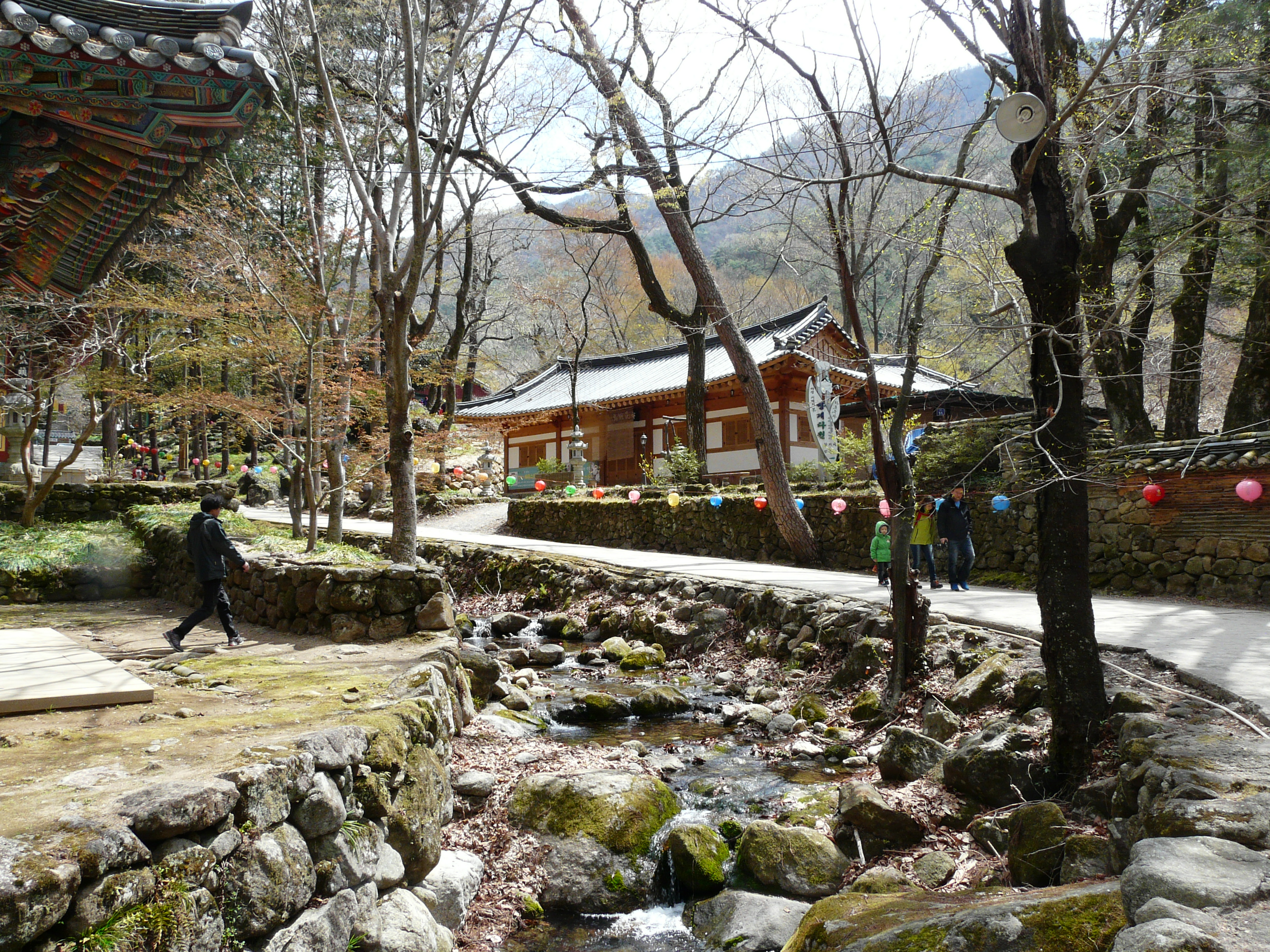
시민선방 부근의 풍경

## 같이 보기
- 지리산 쌍계사 지진

## 참고 문헌
- 쌍계사 - 국가유산청 국가유산포털